# Duc en Bavière
 (novembre 2018).
Si vous disposez d'ouvrages ou d'articles de référence ou si vous connaissez des sites web de qualité traitant du thème abordé ici, merci de compléter l'article en donnant les références utiles à sa vérifiabilité et en les liant à la section « Notes et références ».

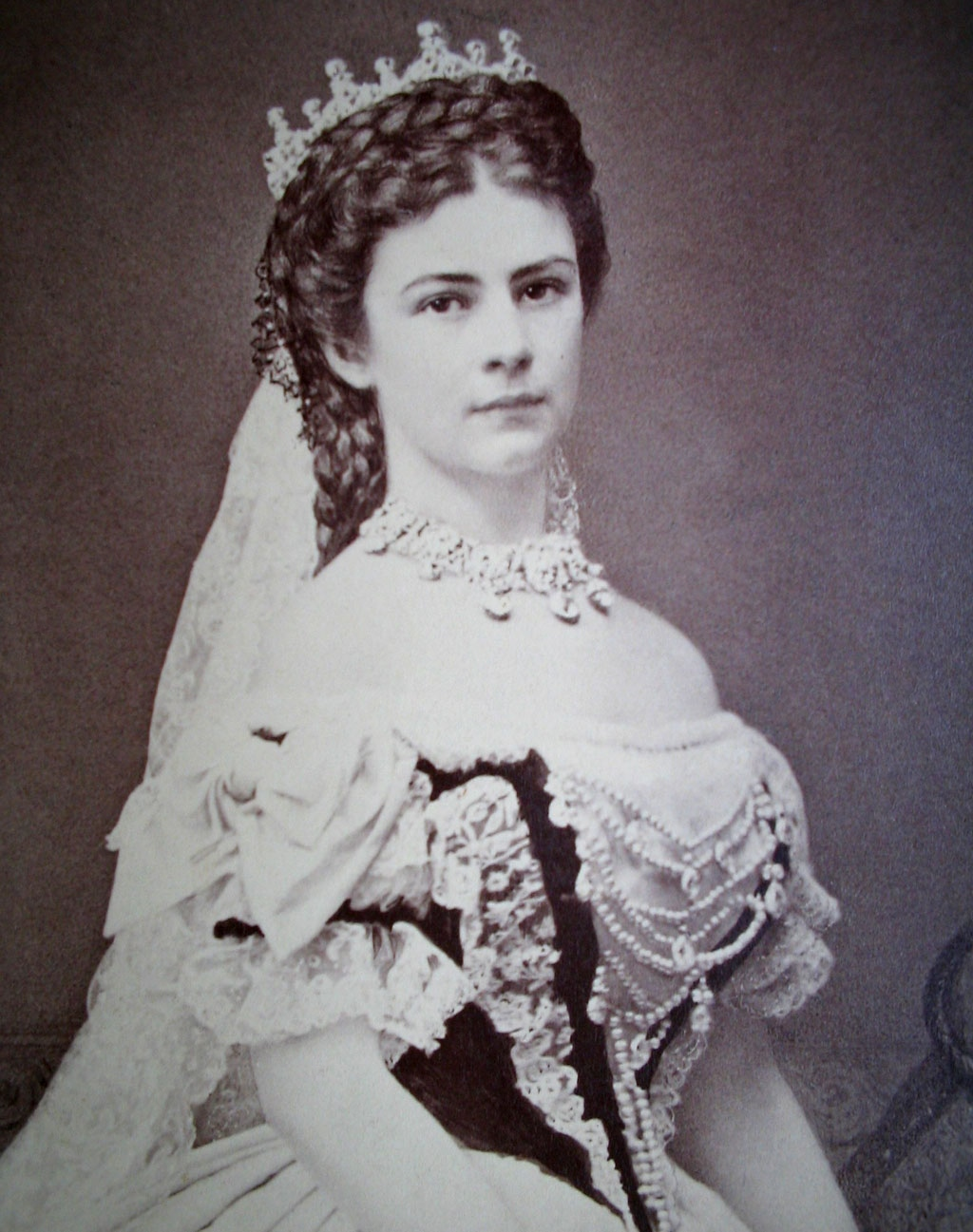
Portrait d’Élisabeth de Wittelsbach (1837-1898)

Certaines branches cadettes de la maison de Wittelsbach ont bénéficié du titre de courtoisie de duc en Bavière (Herzog in Bayern). Il semble que Charles Ier de Birkenfeld (1560-1600), de la branche palatine de Deux-Ponts, en ait fait usage le premier ; le titre fut porté non seulement par le chef de cette branche, duc de Deux-Ponts-Birkenfeld, mais aussi par les membres ayant un certain prestige, par exemple George-Jean, comte palatin de Veldenz.
Au XVIIe siècle, le rameau de Birkenfeld-Gelnhausen recueillit le titre, qu'il continua de porter après l'accession de la Maison palatine au trône de Bavière et dont Maximilien, père d'Élisabeth de Wittelsbach, fut le représentant le plus connu.